# Dilodendron bipinnatum
Dilodendron bipinnatum es una especie de planta fanerógama perteneciente a la familia Sapindaceae.

## Descripción
Dilodendron bipinnatum, popularmente conocido como "mulher-pobre", es un árbol nativo del Pantanal de Mato Grosso, Brasil. La corteza del tallo  es utilizada por la población, en las formas de decocción y maceración en el tratamiento de condiciones inflamatorias. 

## Propiedades
La corteza del tallo de Dilodendron bipinnatum se maceró en solución hidroetanólico 70%  durante 7 días. El análisis preliminar fitoquímico se realizó utilizando  cromatografía líquida de alta resolución (HPLC). Los resultados proporcionaron evidencia para el uso popular de la corteza del tallo de Dilodendrum bipinnatum en la inflamación.  Se puede sugerir que los taninos representan al menos en parte, la actividad antiinflamatoria. El análisis preliminar fitoquímico reveló la presencia de compuestos fenólicos, chalconas, flavonas, flavononas, flavonoides, saponinas y cumarinas. Los análisis de HPLC identificaron algunos taninos, con el galato de epigalocatequina como el compuesto principal.

## Taxonomía
Dilodendron bipinnatum fue descrita por Ludwig Adolph Timotheus Radlkofer y publicado en Sitzungsberichte der Mathematisch-Physikalischen Classe (Klasse) der K. B. Akademie der Wissenschaften zu München 8: 355. 1878.